# Педилантус
Педила́нтус (лат. Pedilānthus) — декоративноцветущие кустарники и небольшие деревья; род семейства Молочайные (Euphorbiaceae). В настоящее время педилантусы включают в род Молочай (Euphorbia).

## Происхождение слова
Название рода Педилантус произошло от греческих слов «pedilon» (туфля) и «anthos» (цветок).

## Распространение
Родина Педилантуса — тропики и субтропики Северной, Южной и Центральной Америки.

## Описание

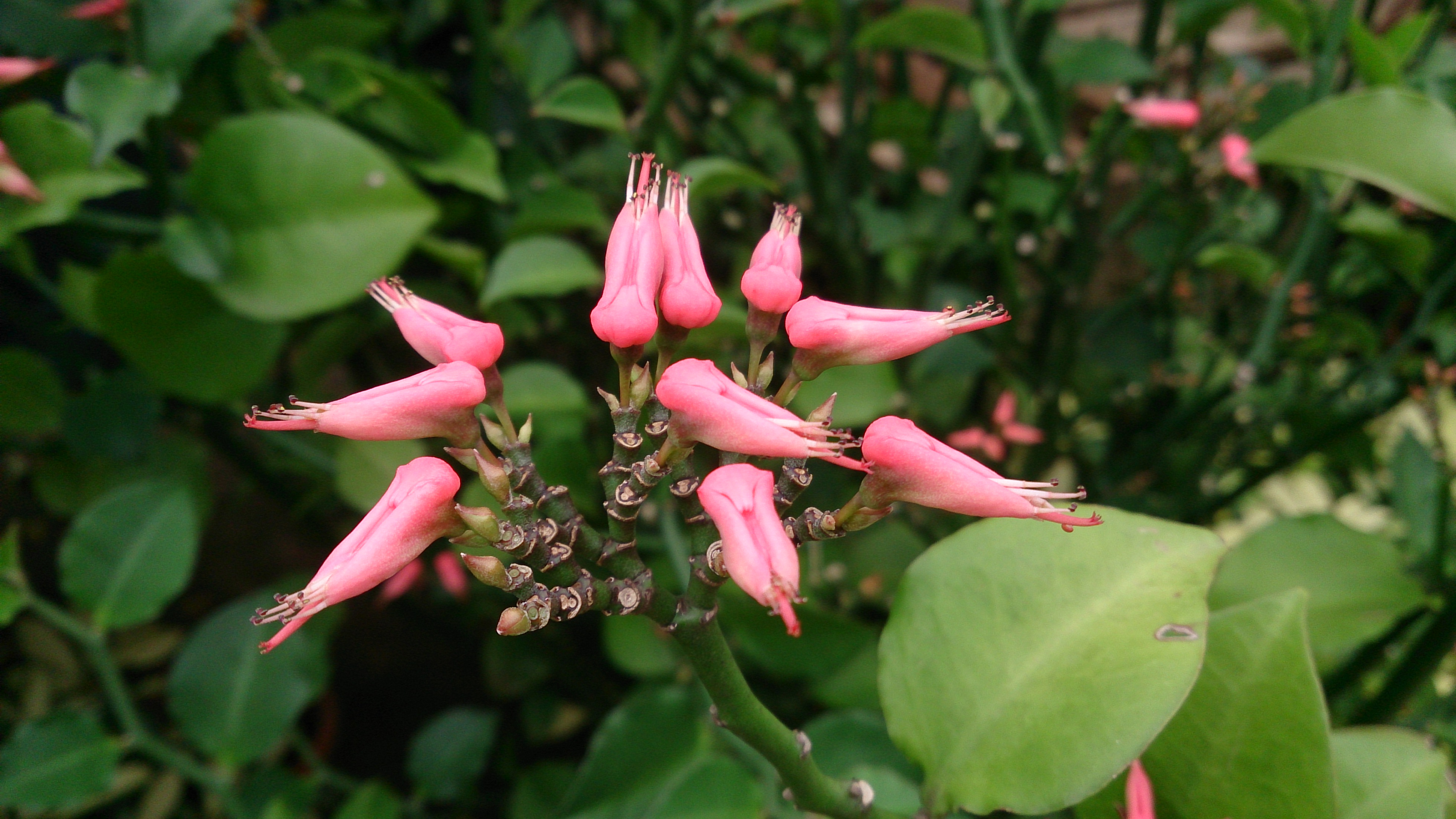
Pedilanthus tithymaloides

Растения Педилантус представляют собой обильно ветвящиеся кустарники и небольшие деревья, высотой до 3 м.
Стебли цилиндрические, окрашены в темно-зеленый или тускло-серый цвет.
Листья яйцевидные, с заостренными концами, волнистые, сидячие или короткочерешковые, очередные, длиной до 10 см и шириной до 3 см, окрашены в зеленые или светло-зеленые цвета. На некоторых видах листья могут быть слегка опушенные, на иных — голые. В период покоя листья могут отсутствовать.
Цветки мелкие, собраны в густые верхушечные зонтиковидные соцветия, по форме схожие на птичью голову, в основании которых по 2 ярко-красных заостренных прицветника в диаметре до 2 см. Соцветия могут быть различных оттенков красного и розового цветов до 3 см в длину.

## Классификация
Род Педилантус насчитывает около 15 видов растений:
- Pedilanthus bracteatus

- Pedilanthus calcaratus (Педилантус шпорцевый). Синоним: Tithymalus calcaratus

- Pedilanthus coalcomanensis (Педилантус коалкоманенский). Синоним: Euphorbia coalcomanensis

- Pedilanthus connatus. Синоним: Euphorbia colligata

- Pedilanthus diazlunanus

- Pedilanthus finkii (Педилантус Финка). Синоним: Tithymaloides finkii, Euphorbia finkii

- Pedilanthus tithymaloides (Педилантус титималоидный). Синоним: Euphorbia tithymaloides

- Pedilanthus macrocarpus (Педилантус крупноплодный). Синоним: Tithymalus macrocarpus

- Pedilanthus nodiflorus

- Pedilanthus palmeri

- Pedilanthus pulchellus

- Pedilanthus tehuacanus